# Hymn To Life
Hymn To Life es el segundo álbum en solitario del guitarrista Timo Tolkki. A diferencia de su álbum anterior, Classical Variations and Themes, Hymn to Life no presenta a Tolkki como un clásico y rápido guitarrista de Heavy Metal, sino como un cantautor diverso. El álbum trata sobre las creencias y pensamientos personales de Tolkki acerca de la vida y motiva al escucha a creer en sí mismo. A pesar de los nombres de algunas canciones, Tolkki critica fuertemente a las religiones.
Musicalmente, este álbum es todo menos metal. Tolkki uso muchas influencias diferentes como el Pop, Rock y la Música Clásica. La canción "Father", expresa los pensamientos de Tolkki hacia su fallecido padre, pero es una canción que incluye elementos de doom metal. Debido a su estilo No-Stratovarius, este álbum no fue muy bien recibido por la audiencia metalera. Por otra parte, este álbum no fue hecho como metal, sino como un álbum de solista fuera del estilo de Stratovarius. Este álbum contó con la colaboración de Michael Kiske en la canción "Key to the Universe" y Sharon den Adel en "Are You the One?". La canción "Hymn to Life" incluye un discurso de Charles Chaplin de la película El Gran Dictador. El 29 de octubre de 2011 el guitarrista Timo Tolkki publicó un videoclip de la canción "Little Boy I Miss You" en su cuenta de YouTube.

## Lista de canciones
1. "Primal (intro)"
2. "Key to the Universe"
3. "Now I Understand"
4. "Divine"
5. "Little Boy I Miss You"
6. "I Believe"
7. "Are You the One?"
8. "Father"
9. "Fresh Blue Waters"
10. "Dear God"
11. "It's Xmas Morning"
12. "Hymn to life"
13. "Key to the Universe (Strings Version)" (Bonus Track exclusivo para Japón)

## Miembros
- Timo Tolkki - Guitarra, Voz, Bajo, Teclados
- Michael Kiske - Voz
- Sharon den Adel - Voz
- Anssi Nykänen - Batería
- Mika Ervaskari - Piano

- Datos: Q1168301